# ميلدريد غوردون (ناشطة)
ميلدريد غوردون (بالإنجليزية: Mildred Gordon)‏ هي ناشِطة أمريكية، ولدت في 1922، وتوفيت في 4 يناير 2015.